# ۸۹۷ (خورشیدی)
۸۹۷ هشتصد و نود و هفتمین سال هجری خورشیدی است.